# Lunax
Lunax – miejscowość i dawna gmina we Francji, w regionie Oksytania, w departamencie Górna Garonna. W 2013 roku populacja gminy wynosiła 66 mieszkańców. 
1 stycznia 2017 roku połączono dwie wcześniejsze gminy: Péguilhan oraz Lunax. Siedzibą nowej gminy została miejscowość Péguilhan, a gmina przyjęła jej nazwę. 